# 土洋村东江纵队司令部旧址
土洋村东江纵队司令部旧址是一处位于深圳市大鹏新区的革命史迹，现已位列全国重点文物保护单位。

## 概况
土洋村东江纵队司令部旧址原为意大利天主教教堂，始建于1912年，占地面积约400平方米，建筑面积约270平方米。建筑群由主楼、礼拜堂及附属用房组成。
主楼位于建筑群中心，面阔三间、高两层（当心间高三层），砖木结构，整体为中西合璧式风格，一层正中设大门，门外有砖拱门廊；一、二层间为木作楼梯；二楼正中设小阳台；三层是楼梯间顶部的小平台，屋顶四周有宝瓶栏墙；建筑的其余部分均为硬山堆瓦顶。该建筑原为教堂神职人员居住处。主楼东侧为礼拜堂，单层，正门入口处有意大利风格的砖拱门廊。建筑为砖砌外墙，硬山堆瓦顶。该处原为神职人员布道及信徒礼拜的场所。主楼西侧为附属用房，单层砖木结构，堆瓦屋面。该处原为马厩。
1943年12月—1945年5月间，东江纵队曾将司令部设立于此，期间广东省临委也设于此。其中，主楼为会议室及曾生、尹林平、王作尧等领导人住所，礼拜堂作会议室与作战室用，附属用房（马厩）则改为电台房及油印间。1944年8月，广东省委在此召开省委委员、省军政委员会联席会议，史称“土洋会议”。
建国后，此处曾作为土洋村小学使用。1998年5月，此处经修复，作为东江纵队史迹展览馆正式对外开放。

## 保护
- 1984年8月，深圳市人民政府公布为深圳市文物保护单位
- 2002年7月，广东省人民政府公布为广东省文物保护单位
- 2019年10月，国务院公布为全国重点文物保护单位